# Moussa Traoré
Pour les articles homonymes, voir Traoré et Moussa Traoré (homonymie).
Moussa Traoré (), né le 25 septembre 1936 à Sébétou dans la région de Kayes et mort le 15 septembre 2020 à Bamako, est un militaire et un homme d'État malien, président de la République de 1968 à 1991.

## Biographie

### Formation scolaire
Issu d'une famille malinké, Moussa Traoré naît le 25 septembre 1936 à Sébétou dans la région de Kayes. Fils de militaire dans l'armée coloniale, il s'engage aussi dans cette armée coloniale française en 1954 et fait ses études à l’École des enfants de troupe de Kati (qui deviendra le Prytanée militaire de Kati), puis rejoint l'école d'officiers de Fréjus en France en 1960. Il en sort major de sa promotion.

### Parcours militaire
Après l'indépendance du Mali en 1960, Moussa Traoré est nommé sous-lieutenant en 1961, puis lieutenant en 1963. Il part au Tanganyika (l’actuelle Tanzanie) en qualité d’instructeur auprès des combattants de mouvements de libération. Il est ensuite nommé instructeur à l’École militaire interarmes de Kati.

### Présidence de 1968 à 1991
Le 19 novembre 1968, Moussa Traoré participe au coup d’État qui renverse le président socialiste Modibo Keïta. Il devient président du Comité militaire de libération nationale, puis Président de la République le 19 septembre 1969,.
Les activités des partis politiques sont alors interdites. Un régime policier est mis en place sous la direction du colonel Tiécoro Bagayoko. Des agents de renseignements vont dans les écoles pour écouter les cours des professeurs (le milieu scolaire et universitaire est en majorité hostile au régime militaire). Le socialisme économique de l’ancien président Modibo Keïta est abandonné.
En 1971, il accuse son Premier ministre Yoro Diakité de tentative de coup d'État et le fait incarcérer à la prison de Taoudeni où il meurt deux ans plus tard de mauvais traitement.
En 1972-1973, une sécheresse importante s’abat sur le Mali. L’aide internationale arrive mais l’argent est détourné.[réf. nécessaire]
Le 2 juin 1974, il fait adopter par référendum (99 % des voix) une constitution qui fonde la Seconde République, imposant un parti unique, une assemblée nationale et un président élu tous les cinq ans au suffrage universel. En 1976, il fonde l’Union démocratique du peuple malien (UDPM), parti unique,, ainsi que l’Union nationale des femmes du Mali et l’Union nationale des jeunes du Mali, organisations auxquelles respectivement toutes les femmes et tous les jeunes doivent alors adhérer.
Le 16 mai 1977, l’ancien président Modibo Keïta meurt de façon suspecte en détention à l’âge de 62 ans, entraînant une forte mobilisation populaire. Des milliers de personnes se rendent aux obsèques, auxquelles participent également des délégations officielles de pays voisins (notamment Guinée et Côte d’Ivoire). Le régime militaire réagit violemment en procédant à de nombreuses arrestations, mais Moussa Traoré est obligé d’expliquer à Radio-Mali (la radio d'État) les raisons de la mort de Modibo Keïta, due selon lui à « un œdème aigu des poumons », mais ces explications ne convainquent personne[réf. nécessaire].
Le 28 février 1978, Moussa Traoré fait arrêter ses complices de novembre 1968 Tiécoro Bagayoko et Kissima Doukara, respectivement directeur de la Sûreté nationale et ministre de la Défense, qu’il accuse de préparer un complot visant à le renverser.
Lors des premières élections de la seconde république en 1979, Moussa Traoré est l'unique candidat à la présidentielle.
Il propose d’aller vers une ouverture politique ce qui lui permet d’acquérir le soutien de certains intellectuels comme Alpha Oumar Konaré qui acceptera le poste de ministre des Arts et de la Culture pendant quelques années.
En 1980, des manifestations étudiantes sont réprimées. Leur chef Abdoul Karim Camara, dit « Cabral », décède sous la torture, le 17 mars 1980.
En 1982, il est promu général d’armée et entreprend un rapprochement avec l'Union soviétique et les pays socialistes. Le nombre d'étudiants maliens en Europe de l'Est explose; la coopération initiée sous Modibo Keïta devient une priorité pour le Mali qui reçoit l'essentiel de son aide des États socialistes.
Avec d'autres régimes africains, il organise en 1985 une tentative de déstabilisation de son voisin le Burkina Faso afin de favoriser le renversement du président révolutionnaire, le capitaine Thomas Sankara. Soutenu par la Côte d'Ivoire et le Togo, il fait circuler des rumeurs attribuant à des militaires burkinabés une violation de la frontière et entre en guerre pour quelques semaines avec le Burkina Faso. La Central Intelligence Agency (CIA) note dans un câble que « La guerre est née de l'espoir de Bamako que le conflit déclencherait un coup d’État au Burkina Faso ».
En 1990 avec l'avènement du multipartisme, imposé aux États Africains lors du discours de La Baule en 1990, on va assister à la création de plusieurs partis politiques dont le Congrès national d’initiative démocratique (CNID) par l’avocat Mountaga Tall et l’Alliance pour la démocratie au Mali (ADEMA) par Abdramane Baba. Ces deux associations vont, avec l’Association des élèves et étudiants du Mali (AEEM) et l’Association malienne des droits de l'homme (AMDH), combattre le régime dictatorial de Moussa Traoré et exiger le multipartisme.

### Le coup d’État de 1991
Le 22 mars 1991, une manifestation à Bamako composée de milliers d'étudiants et de femmes est réprimée par les armes, faisant plus de 200 morts. Le soulèvement se poursuit jusqu'au 24 mars. Dans la nuit du 26 mars 1991, un groupe de militaire mené par le lieutenant colonel Amadou Toumani Touré renverse Moussa Traoré après 22 ans de pouvoir. Le Comité de transition pour le salut du peuple est mis en place avec le colonel Touré à sa tête.

## Après la présidence
Moussa Traoré est emprisonné à la prison de Markala située dans la ville de Ségou en février 1993, lors d'un procès qualifié de Nuremberg malien, il est condamné à la peine de mort pour crimes de sang commis entre janvier et mars 1991 par un tribunal de Bamako. Il est incarcéré ainsi que tous les membres de sa famille, dont son petit-fils de 6 ans qui a été emprisonné pendant 14 mois. Moussa Traoré devient ainsi le premier chef d'État africain à devoir répondre de ses actes devant la justice de son pays. Ayant été condamné à mort, ainsi que son épouse Mariam, Moussa Traoré est déchu de ses droits civiques, et ne peut donc plus voter. Il considère cependant avoir été condamné pour des crimes qu'il n'a pas commis, et avoir été la victime d'un complot politique. Pour lui, le massacre du 26 mars 1991 a été orchestré par l'opposition politique et les socialistes français qui auraient fait venir des mercenaires au Mali afin de le déstabiliser. Après 6 ans de prison, Il est gracié par les nouvelles autorités du pays en 1997.
Le nouveau président Alpha Oumar Konaré commue sa peine pour « crimes économiques » en prison à vie le 21 septembre 1999 puis, en mai 2002, le gracie,. Il est accusé d'avoir détourné pendant son règne plus de 2 milliards de dollars d'argent public.
Le Mouvement patriotique pour le renouveau (MPR) est un parti politique malien qui se réclame de Moussa Traoré.
Cheick Modibo Diarra, ancien Premier ministre du Mali, est marié à sa fille. Moussa Traoré vit après sa libération dans une grande villa du quartier Djikoroni-Para à Bamako offerte par le gouvernement malien,.
Il est jusqu'à sa mort considéré comme un « sage ». Il reçoit ainsi quelques jours avant sa mort les colonels ayant mené le coup d'État de 2020 au Mali. Mort le 15 septembre, il est inhumé le 18 septembre à l'issue de funérailles nationales présidées par le chef de la transition Assimi Goïta.

## Prix et récompenses
- Médaille remise par Mouammar Kadhafi pour saluer son combat pour l'Afrique (2009)[15].